# کوپال تشریفات

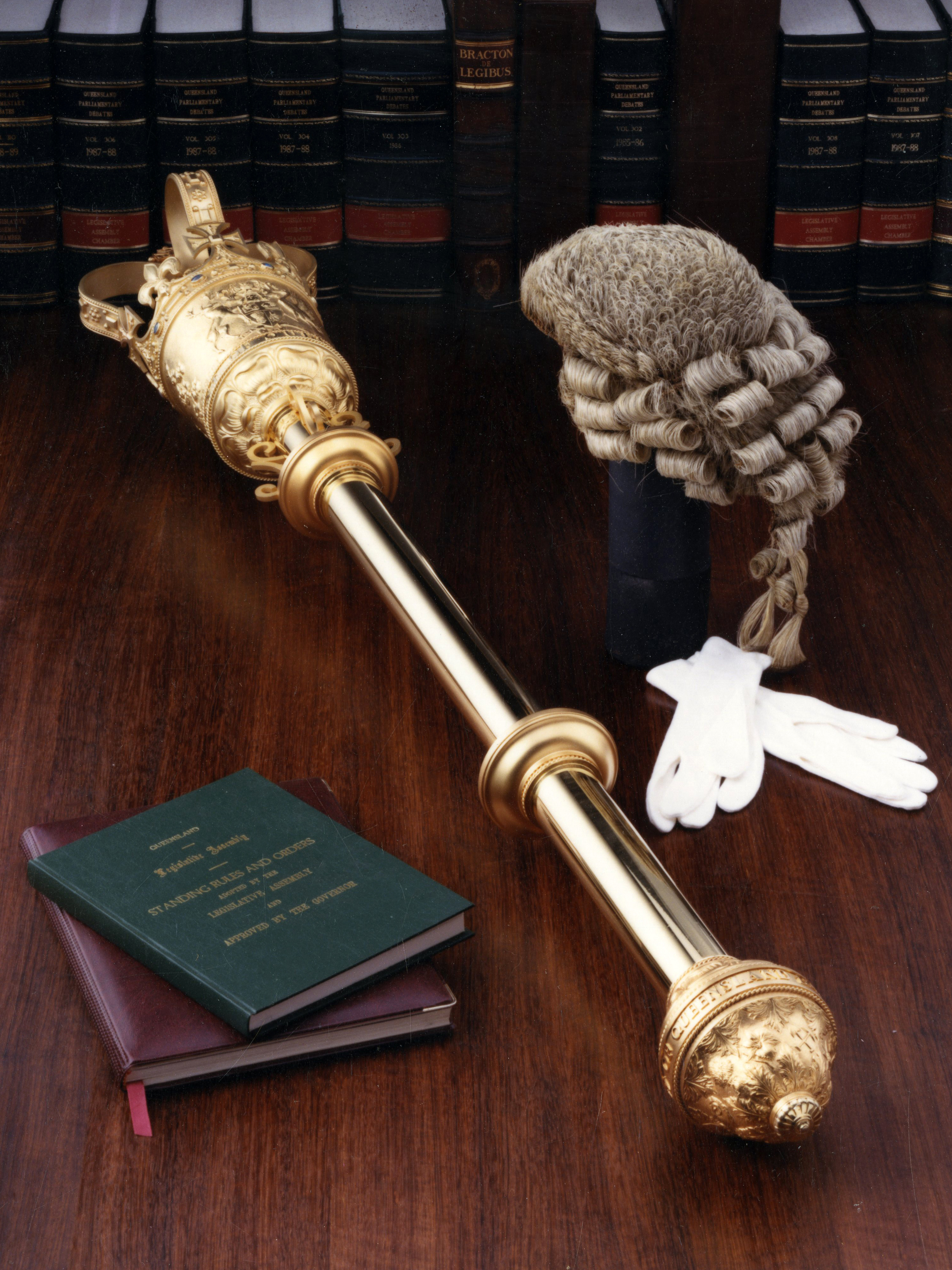
گرز تشریفات پارلمان ایالت کوئینزلند استرالیا

کوپال تشریفات یا گرز تشریفات (به انگلیسی: : ceremonial mace) همچون عصای تشریفات یکی از نمادهای سلطنت در کشورهای مختلف است. در بریتانیا و کشورهای مشترک‌المنافع آن، در مجالس قانون‌گذاری و همچنین برخی نهادهای دیگر گرز تشریفات به عنوان نماد اقتدار و حاکمیت مقام سلطنت (در حال حاضر پادشاه چارلز سوم) حضور دارد و بدون آن جلسات پارلمانی رسمیت نمی‌یابند.

## در پارلمان بریتانیا
در پارلمان بریتانیا، مقام سلطنت سومین مرجع تصویب قوانین است که با امضای وی قوانین مصوب لازم‌الاجرا می‌شوند. از همین رو هیچ بحث و جلسه‌ای بدون حضور گرز یا کوپال تشریفات در تالار مجلس رسمیت نمی‌یابد. در ابتدا و انتهای هر جلسه، در هر دو مجلس، گرزهای مورد بحث در محل ویژه‌شان گذاشته شده و بازگردانده می‌شوند. در جلسات با حضور تمام اعضای مجالس و نیز هنگام بحث دربارهٔ لایحهٔ بودجه این گرز از روی میز مربوطه برداشته شده و در قلاب مخصوصش در زیر میز قرار داده می‌شود! در مواردی که اجلاس مشترک مجلسین برگزار می‌شود هر دو گرز (مربوط به هر دو مجلس) در تالار حضور دارند ولی هرگاه مقام سلطنت در این جلسه حاضر باشد، به احترام حضور وی پارچه‌ای قرمز بر روی آن‌ها کشیده می‌شود.